# Федоровське (Островський район)
Федоровське (рос. Фёдоровское) — присілок в Островському районі Псковської області Російської Федерації.
Населення становить 3 особи. Входить до складу муніципального утворення Воронцовська волость.

## Історія
Від 2015 року входить до складу муніципального утворення Воронцовська волость.

## Населення
| 2001 | 2002 | 2010 |
| ---- | ---- | ---- |
| 7    | ↗8   | ↘3   |